# Galinakopf
Il Galinakopf con 2.198 m s.l.m. è una montagna della Catena del Reticone nelle Alpi Retiche occidentali. Si trova lungo il confine tra Austria e Liechtenstein.